# Anopheles machardyi
Anopheles machardyi este o specie de țânțari din genul Anopheles, descrisă de Edwards în anul 1930. Conform Catalogue of Life specia Anopheles machardyi nu are subspecii cunoscute.